# フライトパニック
『フライトパニック』は、フジテレビ系列で2007年10月20日23時20分 - 24時05分（JST）に放送された単発のテレビドラマ。視聴率は12.6%。
飛行機の機内だけでストーリーが展開されていく、ワンシチュエーションドラマ。岡田義徳は本作品がドラマ初主演となった。撮影は渋谷ビデオスタジオにて行われ、同スタジオは本作の撮影をもって閉鎖された。

## ストーリー
最後のフライトとなる機長の田上と、初めてのフライトとなる副操縦士の紀藤が、新日本エアライン305便の着陸態勢に入ろうとしていたそのとき、操縦するコックピットに、管制塔から「機内にサメリア肺炎という伝染病に感染したものがいるため、感染者を特定するまでは着陸を許可しない」という指令を受ける。
迫り来る台風、燃料の残量も残り僅か…このままでは墜落する運命に……。パニックとなる乗員乗客。果たして彼らの運命は？

## キャスト
- 紀藤英心：岡田義徳
- 紀藤由菜：関めぐみ
- 天谷祐介：木村了
- 前田孝市：鈴木浩介
- 新井聡美：高部あい
- 柳本加奈子：三浦理恵子
- 柳本メグミ：向井地美音
- 柳本メグミ（成人）：水川あさみ（友情出演）
- 野村薫：筒井真理子
- 田上繁：平泉成
- 山岸次郎：泉谷しげる

## スタッフ
- 脚本：吉高寿男
- 航空監修：三澤慶洋、田中万里子
- 協力：渋谷ビデオスタジオ、ビデオスタッフ、東新、バスク、シネハウス
- プロデュース：中野利幸（フジテレビ）
- 演出：松山博昭（フジテレビ）
- 制作担当：田村豊
- 制作著作：フジテレビ

## その他
- 登場人物の名前の多くは、広島東洋カープの選手からとられている。
- 放送翌日のmixi検索ワードでは、1位を獲得した。
- カンニング竹山はこのドラマの大ファンであることを公言している。
- TBS系列のテレビ山口（tys）では、約4ヶ月遅れの2008年2月10日15時15分 - 15時58分に放送された。